# Don Bluth
Donald Virgil Bluth (født 13. september 1937) er en amerikansk tidligere Disney-animator, der står bag bl.a. Fru Brisbys hemmelige verden (1982), Rejsen til Amerika (1986), Landet for længe siden (1988), Pingvinen og strandstenen (1995), Anastasia (1997) samt et animeret Arcadespil kaldet Dragon´s Lair.
Han er kendt for at have konkurreret med sin tidligere arbejdsgiver Walt Disney Productions i årene, der ledte op til Disneys renæssance. Mens han arbejdede for Disney var han animator på en række film heriblandt Robin Hood (1973), Peter Plys og Tigerdyret (1974), Peter og Dragen Elliot (1977) og Mit lille æsel (1978).

## Udvalgt filmografi
| Titel                                      | År   | Roller     | Roller   | Roller              | Roller                                                                             |
| Titel                                      | År   | Instruktør | Producer | Manuskriptforfatter | Andre credits                                                                      |
| ------------------------------------------ | ---- | ---------- | -------- | ------------------- | ---------------------------------------------------------------------------------- |
| The Small One (kortfilm)                   | 1978 | Ja         | Ja       | Nej                 | animator: auction scene - uncredited                                               |
| Banjo the Woodpile Cat (kortfilm, tv-film) | 1979 | Ja         | Ja       | Ja                  | animator                                                                           |
| Fru Brisbys hemmelige verden               | 1982 | Ja         | Ja       | Story               | Layout Artist / Directing Animator                                                 |
| Rejsen til Amerika                         | 1986 | Ja         | Ja       | Nej                 | Production Designer / Storyboard Artist / Title Designer                           |
| Landet for længe siden                     | 1988 | Ja         | Ja       | Nej                 | production designer / storyboard artist                                            |
| All Dogs Go to Heaven                      | 1989 | Ja         | Ja       | Story               | production designer / storyboard artist / stemmerolle: politibetjent (ukrediteret) |
| Rock-a-Doodle                              | 1991 | Ja         | Ja       | Story               | storyboard artist / animator (uncredited)                                          |
| Tommelise                                  | 1994 | Ja         | Ja       | Ja                  | manuskriptforfatter (Don Bluths eneste credit som manuskriptforfatter)             |
| A Troll in Central Park                    | 1994 | Ja         | Ja       | Story               | stemmerolle: Trolls - ukrediteret                                                  |
| Pingvinen og strandstenen                  | 1995 | Ja         | Ja       | Nej                 | (uncredited)                                                                       |
| Anastasia                                  | 1997 | Ja         | Ja       | Nej                 |                                                                                    |
| Bartok den Mægtige (direct-to-video)       | 1999 | Ja         | Ja       | Nej                 |                                                                                    |
| Titan A.E.                                 | 2000 | Ja         | Ja       | Nej                 | Most recent theatrical film                                                        |
| Scissor Sisters – "Mary" (musikvideo)      | 2004 | Ja         | Nej      | Nej                 | animation director                                                                 |
| Gift of the Hoopoe (kortfilm)              | 2009 | Ja         | Nej      | Nej                 | nominally director / storyboard artist                                             |
| Dragon's Lair: The Movie                   | TBA  | Ja         | Nej      | Ja                  | animated director / writer                                                         |